# Triazophos
Le triazophos  est une substance active de phytosanitaire de type organophosphoré qui présente un effet inhibiteur d'acétylcholinestérase, ce qui lui a valu d'être utilisé comme insecticide, commercialisé sous le nom de Hostathion par Bayer.

## Historique
La production du triazophos a commencé dans les années 1980. (brevet Hoechst
La société Bayer a annoncé, en 2011, l'arrêt de la vente de ce produit, du fait de sa dangerosité.

## Réglementation
L'utilisation et la vente du triazophos est interdite en Europe et aux États-Unis. Mais la production de ce produit continue en Chine (10 sites de production) et en Inde dans l'usine Aventis d'Ankaleshwar dans le Gujarat, pour une utilisation dans toute l'Asie.

## Toxicité pour l’homme
Le triazophos est classé extrêmement toxique et probablement cancérigène, c'est un inhibiteur des cholinestérases
La dose journalière admissible pour l'homme est estimée de 0,000 2 mg/jour/kg.
à 0,01 mg/jour/kg.
Une étude conduite par la Direction générale de l'alimentation, dans les années 1998-1999 a montré que le taux d'exposition moyen des populations en France est de 0,024 mg/jour/personne